# 小泉富太郎
小泉富太郎（こいずみ とみたろう、1920年12月25日 - 没年不明）は日本の地方公務員。横浜市助役、神奈川県公安委員会委員などを務めた。

## 来歴
1943年 國學院大學文学部国史科卒業。1949年 横浜市に入庁。主に清掃局の畑一本で過ごしてきた。清掃局清掃施設課長、清掃局管理部長などを経て、1971年9月1日 清掃局長。1972年8月3日 総務局長。1975年5月26日 横浜市助役。1979年5月25日 辞職。1982年10月21日 神奈川県公安委員会委員。その後は東京ガス監査役。